# FK Čadca
FK Čadca là một câu lạc bộ bóng đá Slovakia, đến từ thị trấn Čadca. Câu lạc bộ được thành lập năm 1921.